# Bobby Croft
Robert Alexander Croft, detto Bobby (Hamilton, 17 marzo 1946 – Burlington, 23 marzo 2014), è stato un cestista canadese, professionista nella ABA.

## Carriera
Dopo quattro anni a Tennessee, è stato selezionato dai Boston Celtics all'ottavo giro del Draft NBA 1970 (123ª scelta assoluta), ma non ha mai giocato nella NBA.
Con il Canada ha disputato i Giochi panamericani di Winnipeg 1967.